# Günter Müller (Gewerkschafter)
Günter Müller (* 17. Mai 1927 in Pößneck) ist ein ehemaliger deutscher Gewerkschafter (FDGB) und Politiker (SED). Er war langjähriger Vorsitzender des FDGB-Bezirksverbands Gera und Abgeordneter der Volkskammer.

## Leben
Müller, Sohn einer Arbeiterfamilie, lernte nach der Volksschule von 1942 bis 1944 Stellmacher und Karosseriebauer. Danach war er bis 1947 in diesem Beruf beschäftigt. Von 1948 bis 1953 war er Hochofenarbeiter in der Maxhütte (Unterwellenborn). 1945 trat er in den FDGB ein und studierte 1954 an der Zentralschule der Gewerkschaften. Anschließend war er bis 1959 BGL-Vorsitzender in der Maxhütte (Unterwellenborn). 1956 trat er der SED bei. Von 1959 bis 1962 studierte er an der Hochschule der Gewerkschaften „Fritz Heckert“ in Bernau bei Berlin. Sein Studium schloss er als Diplom-Gesellschaftswissenschafter ab.
1962/1963 war er Vorsitzender des FDGB-Kreisverbandes Saalfeld und von 1963 bis 1965 Vorsitzender des Gewerkschaftskomitees in der VVB Eisenerz/Roheisen. Von 1965 bis 1966 arbeitete er als Parteiorganisator im ZK der SED. Anschließend war er von 1966 bis 1989 Vorsitzender des Bezirksverbands des FDGB in Gera. Ab 1968 gehörte er als Mitglied auch dem FDGB-Bundesvorstand an, ab 1982 war er auch Mitglied des Präsidiums im Bundesvorstand des FDGB (jeweils bis 1989).
Ab 1966 war er zudem Mitglied der SED-Bezirksleitung, von 1968 bis 1989 Mitglied des Sekretariats der SED-Bezirksleitung Gera.
Von 1967 bis 1990 war er Abgeordneter des Bezirkstages Gera, von 1981 bis März 1990 Mitglied der Volkskammer (FDGB-Fraktion).

## Auszeichnungen
- Vaterländischer Verdienstorden in Bronze und in Silber (1974)
- Verdienstmedaille der DDR
- Verdienter Metallurge der DDR